# 朴忠植
朴 忠植（パク・チュンシク、朝鮮語: 박충식、1903年 - 1966年4月5日）は、日本統治時代の朝鮮および大韓民国の実業家、政治家。第2・4・5代韓国国会議員。
本貫は咸陽朴氏。仏教徒。

## 経歴
忠南公州出身。京城法学専門学校3年修了。日本統治時代は和信産業幹部、株式会社中央新聞経営者、東亜海上株式会社・京城電気株式会社代表取締役などを務め、朴興植の事業に関わった。光復後は民主議院秘書局外事課長・秘書局次長・李承晩議長秘書室長、国民会本部幹部、鮮光印刷株式会社理事支配人、自由新聞社監査役、泰昌産業渉外、自由党中央委員、国会外務委員会委員、仏教曹渓宗全国信徒会会長を務めた。松園奨学会を含む育英事業にも従事した。
1966年4月5日、ソウル市付岩洞の自宅にて死去。64歳没。

## エピソード
ジョン・R・ホッジ中将によると、朴は英語ができないが、解放直後の米軍政時代にアメリカ側の要人との外交が上手かった。
旧韓民党から自由党に移籍し、李承晩の側近として活動したため、外貨面の優遇で多くの財産を獲得した。
1958年の2・4波動直後、国会で野党が犯則物資事件を追求した時、自由党所属の朴が裏で野党に対政府攻撃の資料を提供したではないかという噂があった。
旧李王家に関心があり、こっそりと資金を援助した。特に純貞孝皇后（尹妃）が釜山に避難した時や英親王（李垠）の日本亡命生活には多くの後援金を提供した。